# Lakouablia
Lakouablia (arab:‎‏(الكوابلية‎ é uma vila que faz parte da Província de Youssoufia de região de Marraquexe-Safim